# Armand Lunel
Armand Lunel (9 de juny de 1892 - 3 de novembre de 1977) fou un escriptor francès i el darrer parlant conegut de shuadit (judeoprovençal), un dialecte de l'occità actualment extingit.

## Biografia
Lunel va néixer a Ais de Provença, Provença, en una família que pertanyia a una subcultura jueva que tenia les seves arrels en la zona durant almenys cinc segles. Després de la majoria d'edat, Lunel va ensenyar dret i filosofia a Mònaco. Lunel va escriure extensament sobre els jueus de la Provença. Es va casar amb Rachel Suzanne Messiah, filla de l'arquitecte Aron Messiah, l'any 1920.
Fou amic de la infància del compositor Darius Milhaud, i va escriure els llibrets de les òperes de Milhaud Esther de Carpentras (1938, basada en el folklore shuadit) i Les malheurs d'Orphée (1924). També va compondre el llibret de l'òpera d'Henri Sauguet La chartreuse de Parme, premiada el 1939.
La major part del coneixement actual sobre Lunel va ser recollit pel seu gendre Georges Jessula.

## Obres
- L'Imagerie du cordier, La Nouvelle Revue Française, París, 1924.
- Nicolo-Peccavi o L'affaire Dreyfus à Carpentras, Gallimard, París, 1926.
- Le Balai de sorcière, Gallimard, París, 1935.
- Jérusalem à Carpentras, Gallimard, 1937.
- Les Amandes d'Aix, Gallimard, París, 1949.
- La Belle à la fontaine, A. Fayard, París, 1959.
- J'ai vu vivre la Provence, A. Fayard, París, 1962.
- Juifs du Languedoc, de la Provence et des États français du Pape, Albin Michel, París, 1975.
- Les Chemins de mon judaïsme et divers inédits, presentat per Georges Jessula, L'Harmattan, París, 1993.